# Björn Lüttmann

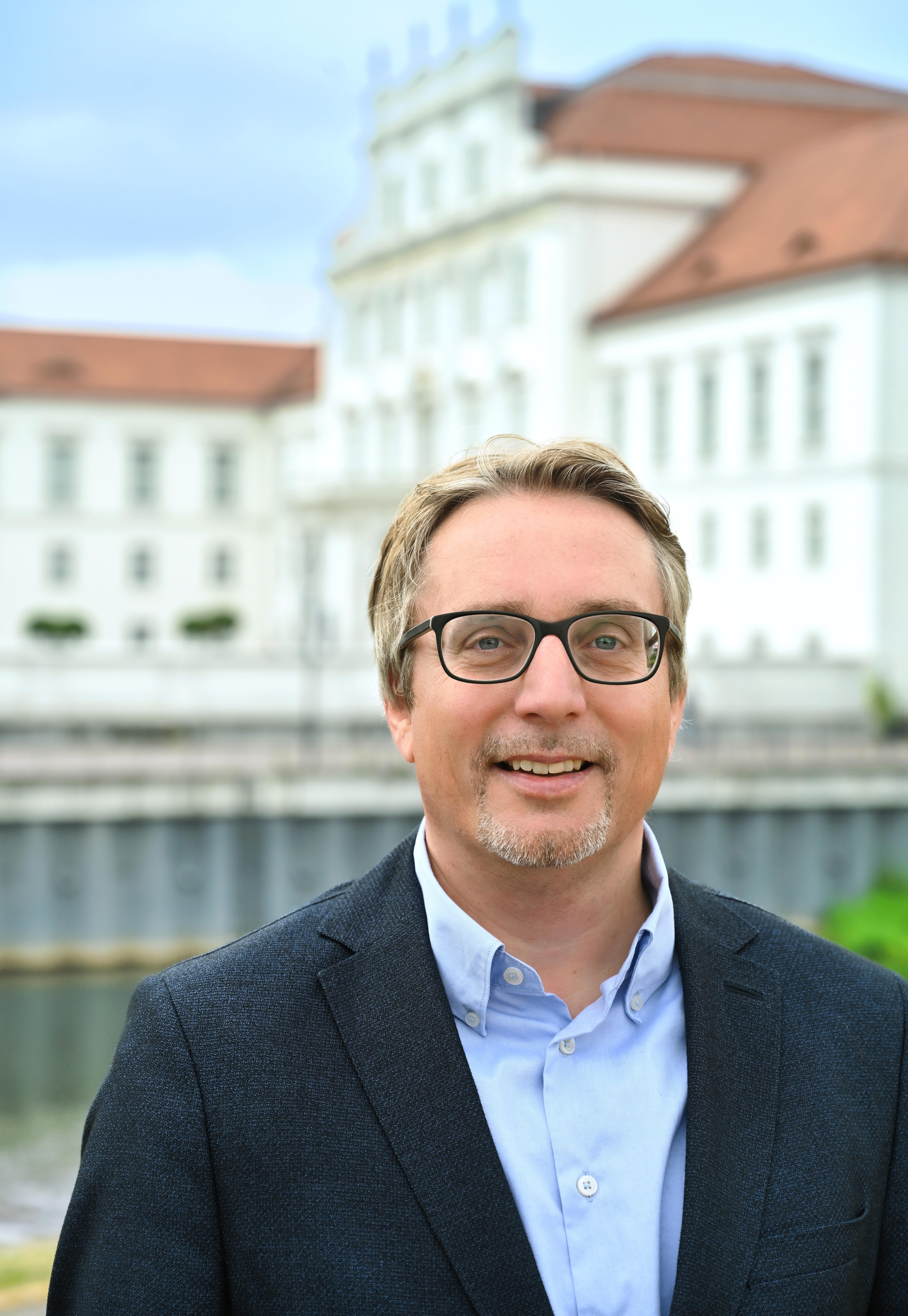
Björn Lüttmann (2023)

Björn Lüttmann (* 11. Dezember 1975 in Lübeck) ist ein deutscher Politiker (SPD). Er ist seit 2014 Mitglied des Landtages Brandenburg und dort seit 2024 Fraktionsvorsitzender.

## Leben

### Ausbildung, Beruf und Persönliches
Björn Lüttmann beendete den Schulbesuch 1995 mit dem Abitur und leistete anschließend seinen Zivildienst in der individuellen Schwerstbehindertenbetreuung. Danach studierte er Politologie in Marburg, Rennes und Hamburg mit dem Abschluss Diplom 2001.
Er war dann von 2002 bis 2008 für die SPD-Bundestagsabgeordnete Gabriele Hiller-Ohm wissenschaftlicher Mitarbeiter und Büroleiter. Anschließend leitete er bei der Stadt Oranienburg die Wirtschaftsförderung, war Pressesprecher und Referent des Bürgermeisters.
Lüttmann lebt in Oranienburg, ist verheiratet und hat zwei Kinder.

### Politik und Ehrenamt
Der SPD gehört er seit dem Jahr 2000 an. Bei der Landtagswahl in Brandenburg 2014 errang er mit wenigen Stimmen Vorsprung das Direktmandat im Landtagswahlkreis Oberhavel III. Sein Direktmandat konnte er bei der Landtagswahl in Brandenburg 2019 verteidigen und zog erneut in den Landtag ein. Von 2020 bis 2024 war er Vorsitzender im Ausschuss für Soziales, Gesundheit, Integration und Verbraucherschutz im Landtag Brandenburg sowie stellvertretender Vorsitzender der SPD-Landtagsfraktion. 
Bei der Landtagswahl in Brandenburg 2024 zog Björn Lüttmann über die Landesliste der SPD erneut in den Landtag ein. Für Lüttmann stimmten 33,3 Prozent der Wählerinnen und Wähler. Nur 28 Stimmen fehlten, um erneut das Direktmandat zu gewinnen.
Am 12. Dezember 2024 wurde er zum Vorsitzenden der SPD-Fraktion im Landtag Brandenburg gewählt.
Ehrenamtlich engagiert er sich im Vorstand der Lebenshilfe e.V. Oberhavel Süd und des Tourismusvereins Oranienburg und Umland e.V. Zudem ist er Schirmherr der Oranienburger Tafel.